# Petite ouverture à danser
Petite ouverture à danser est une œuvre pour piano d'Erik Satie composée vers 1900.

## Présentation
Petite ouverture à danser, pour piano, est composée vers 1900.
Le manuscrit autographe de l'œuvre, conservé à la BnF (Ms 10054 (3)), ne porte pas de titre. C'est Robert Caby, qui en publiant chez Salabert la partition en 1968, l'intitule ainsi,.
Pour Guy Sacre, c'est un « charmant morceau, avec ses phrases au rythme pointé, joliment inégales, ses accords à contretemps, son appui sur des basses d'octaves, et comme on voudrait que durât plus longtemps encore cette mélodie continue, dans ce climat euphonique ! ».
Jean-Pierre Armengaud relève « la candeur naïve de la mélodie [qui] est au service d'une modernité qui introduit le corps dans l'expression artistique » et s'interroge : « mais est-ce la musique qui bouge ? Ou plutôt l'intention du compositeur et le geste plus présent de l'interprète ? ».
Petite ouverture à danser est d'une durée moyenne d'exécution d'un peu moins de deux minutes environ.

## Discographie sélective
- Tout Satie ! Erik Satie Complete Edition[4], CD 4, Anne Queffélec (piano), Erato 0825646047963, 2015 ;
- Satie: Complete Piano Music, Jeroen van Veen (piano), Brilliant Classics 95350, 2016.

### Ouvrages généraux
- Alfred Cortot, La musique française de piano, Paris, Presses universitaires de France, coll. « Quadrige », 1981, 762 p. (ISBN 2-13-037278-3).
- Adélaïde de Place, « Erik Satie », dans François-René Tranchefort (dir.), Guide de la musique de piano et de clavecin, Paris, Fayard, coll. « Les Indispensables de la musique », 1987, 867 p. (ISBN 978-2-213-01639-9), p. 628-634.
- Guy Sacre, La musique de piano : dictionnaire des compositeurs et des œuvres, vol. II (J-Z), Paris, Robert Laffont, coll. « Bouquins », 1998, 2998 p. (ISBN 2-221-08566-3). .

### Monographies
- Jean-Pierre Armengaud, Erik Satie, Paris, Fayard, 2009, 782 p. (ISBN 978-2-213-602523). .
- Vincent Lajoinie, Erik Satie, Lausanne, Éditions L'Âge d'Homme, 1985 (ISBN 978-2-8251-3228-9).
- (en) Robert Orledge, Satie the composer, New York, Cambridge University Press, coll. « Music in the 20th Century », 1990, 394 p. (ISBN 978-0-521-35037-2).
- Anne Rey, Satie, Paris, Éditions du Seuil, coll. « Solfèges », 1974, rééd. 1995, 192 p. (ISBN 978-2-02-023487-0 et 2-02-023487-4).